# Angelo Sodano
Angelo kardinál Sodano (23. listopadu 1927 Isola d'Asti – 27. května 2022, Řím) byl italský katolický duchovní a kardinál státní sekretář Vatikánu.

## Život
Narodil se v italském Piemontu jako druhé ze šesti dětí. Jeho otec Giovanni Sodano byl poslancem italského parlamentu. Kněžské svěcení Angelo Sodano přijal 23. září 1950. Do Služeb Svatého stolce vstoupil o devět let později. Po absolvování Papežské církevní akademie pracoval na nunciaturách v Jižní Americe (v Ekvádoru, Uruguayi a Chile). Od roku 1968 působil ve vatikánském Státním sekretariátu.
Biskupem ho vysvětil papež Pavel VI. v roce 1977 a jmenoval ho nunciem v Chile. V roce 1988 ho papež Jan Pavel II. povolal do Vatikánu, od roku 1990 se stal nástupcem kardinála Agostina Casaroliho ve funkci vatikánského státního sekretáře. Členem kardinálského kolegia jmenoval Angela Sodana papež Jan Pavel II. při konzistoři 28. června 1991. Kardinál Sodano se stal členem kardinálské třídy kardinál-biskup. Jeho nástupcem ve funkci státního sekretáře se stal 15. září 2006 kardinál Tarcisio Bertone. Od roku 2005 do roku 2019 byl děkanem kardinálského kolegia. 
Dne 21. prosince 2019 bylo oznámeno, že Sodano chránil duchovní z kongregace Legionářů Kristových páchající sexuální zneužívaní. Téhož dne papež František přijal Sodanovu rezignaci na funkci děkana kardinálského kolegia. Byl prvním děkanem, který reformou papeže Františka nezůstal v úřadu na doživotí.
Sodano zemřel 27. května 2022 v souvislosti s nákazou covidem-19, která zhoršila již podlomené zdraví. Bylo mu 94 let.

## Vyznamenání
- velkokříž Řádu zásluh o Italskou republiku – Itálie, 19. listopadu 1988[7]
- velkokříž Řádu Kristova – Portugalsko, 21. prosince 1990[8]
- Národní řád za zásluhy – Malta, 4. února 1995[9]
- velkokříž Řádu Karla III. – Španělsko, 14. dubna 1997[10]
- Řád bílého dvojkříže I. třídy – Slovensko, 14. listopadu 1997[11]
- Řád přátelství – Kazachstán, 2001
- Řád zvěstování – Savojští, 2002[12]
- velkokříž s řetězem Řádu rumunské hvězdy – Rumunsko, 2004[13]
- velkokříž Řádu za zásluhy Polské republiky – Polsko, 2006[14]
- velkokříž Řádu svatého Mauricia a svatého Lazara – Savojští